# Kalvslund Kirke
Kalvslund Kirke er en kirke i bebyggelsen Kalvslund ved Primærrute 32 cirka 10 km nordøst for Ribe. Den er opført primært af tufsten og granitkvadre i 1200-tallet. Den fik i 1841 påsat en tagrytter og i 1864 nyt våbenhus.
På kirkegården er højesteretsdommer og folketingsmedlem Jesper Simonsen (1881-1957) begravet.

## Eksterne og henvisninger
- Wikimedia Commons har flere filer relateret til Kalvslund Kirke
- Kalvslund Kirke på KortTilKirken.dk
- Kalvslund Kirke i bogværket Danmarks Kirker (udg. af Nationalmuseet)